# 島田源太郎
島田源太郎（1939年8月25日—2024年6月16日），日本棒球選手、教練，出生於宮城県，曾經效力於日本職棒橫濱DeNA灣星等隊伍，於1973年退休，生涯通算70次勝投。